# Ciudad Rodrigo
Ciudad Rodrigo este o comunitate în provincia Salamanca, Spania.

## Date geografice
Ciudad Rodrigo se află în vestul Spaniei la 25 km de granița cu Portugalia, el fiind amplasat pe malul râului Agueda,  86 km, vest de Salamanca. Localitatea se întinde pe o suprafață de 240,11  km², și avea în anul 2013 o populație de 13.503 de locuitori.

## Istoric
Descoperirile arheologice atestă că regiunea a fost locuită deja în epoca bronzului. Documentele istorice despre întemeierea așezării datează din secolul VI î.e.n. regiunea fiind locuită de triburile iberice și celtice. Devine provincie romană în timpul domniei împăratului Cezar August, lucru care este atestat de o placă comemorativă din granit. Ulteriorul în regiune au sosit vizigotii. Cel mai vechi document istoric care atestă existența localității Civitatem de Rodric, datează din anul 1136, el fiind păstrat la catedrala din Salamanca. 
Localitatea a fost asediată și cucerită în anul 1810 de amiralul francez Michel Ney, care avea o armată puternică formată din 65.000 de soldați. Doi ani mai târziu în ianuarie 1812, ea a fost ocupată de trupele anglo-portugheze sub conducerea mareșalului britanic Arthur Wellesley, asediul a durat 13 zile, trupele britanice au suferit în timpul asediului pierderi cifrate la 194 de soldați morți și răniți pe când francezii au suferit pierderi de  529 de soldați, cifră în care sunt incluși și prinzionierii de război.

## Atracții turistice
- Zidul de apărare al localității construit în anul 1161 în timpul lui Ferdinand II. de Leon.
- Porțile: Puerta del Conde, Puerta de la Colada, Puerta del Sol, Puerta de San Vicente și Puerta de Amayuelas
- Catedrala, care a fost clădită tot în timpul lui Ferdinand II. de Leon.
- Casa de la Cadena, o casă nobiliară clădită prin secolul XVI și trei palate.